# داماس
داماس (بالإنجليزية: damas)‏ هي واحدة من أكبر دور المجوهرات في الشرق الأوسط. وبالإضافة إلى المجوهرات تقوم أيضاً بتصنيع وتصميم وشراء الساعات العالمية. مركزها الرئيسي في دولة الإمارات العربية المتحدة وتمتلك فروعًا في 6 دول عربية أخرى بأكثر من 300 متجر.
تأسست عام 1907 ثم افتتحت أول فرع ذهب لها في 1959 في دولة الإمارات العربية المتحدة. في عام 1990 أنشأت قسم للماس وبدأت ببيعه في فروعها. تم الاستحواذ على شركة داماس في شهر أبريل 2012 من قبل اتحاد شركات Mannai corporation QSC & EFG وفي 2013 تحولت من علامة تجارية محلية في دبي إلى علامة تجارية عالمية.